# J. D. Tippit
J. D. Tippit (* 18. September 1924 in Clarksville, Red River County, Texas; † 22. November 1963 in Dallas) war ein amerikanischer Polizist. Er wurde von Lee Harvey Oswald kurz nach dessen Attentat auf John F. Kennedy in Dallas erschossen.

## Leben
Tippit war der Sohn von Edgar Lee Tippit, einem Farmer, und Lizzie Mae Rush. Es wird oft berichtet, dass „J.D.“ für „Jefferson Davis“ stünde, aber gemäß der Aussage seines älteren Bruders war „J. D.“ keine Abkürzung für etwas Bestimmtes. Tippit besuchte die Schule bis zur zehnten Klasse und wuchs als Baptist auf. Er trat am 21. Juli 1944 in die United States Army ein und wurde dem 513. Fallschirmjägerregiment der 17. US-Luftlandedivision zugeteilt. Tippit nahm an der Operation Varsity teil, der Luftlandeoperation zur Überquerung des Rheins im März 1945. Er erhielt dafür den Bronze Star und verblieb bis zum 20. Juni 1946 im aktiven Dienst.
Tippit heiratete am 26. Dezember 1946 Marie Frances Gasway (* 25. Oktober 1928; † 2. März 2021) und hatte mit ihr drei Kinder: Charles Allan (1950–2014), Brenda Kay (* 1953) und Curtis Glenn (* 1958). Zunächst arbeitete er für die Dearborn Stove Company, danach vom März 1948 bis September 1949 bei Sears, Roebuck and Company in der Installationsabteilung. Dann zog er nach Lone Star (Texas) um und versuchte sich als Viehzüchter.
Von Januar 1950 bis Juni 1952 besuchte Tippit die berufsbildende Schule des US-Amtes für Veteranen in Bogata, Texas. Danach, am 28. Juli 1952, wurde er von der Polizei in Dallas als Streifenpolizist eingestellt. Den Berichten seiner Vorgesetzten zufolge arbeitete Officer Tippit kompetent und wurde 1956 für seine Tapferkeit ausgezeichnet, als er einen Flüchtigen entwaffnete.
Als er 1963 starb, verdiente er als Polizist in Dallas 5.880 US-Dollar jährlich (dies entspricht heute etwa 52.048 US-$).

## Tod
Am 22. November 1963 fuhr Tippit die Streife 78, auf einer Route im südlichen Oak Cliff, einem Vorort von Dallas. Nach dem Attentat auf John F. Kennedy wurde er von der Zentrale in die Stadtmitte von Oak Cliff beordert. Zwischen 13:06 Uhr und 13:10 Uhr, knapp 40 Minuten nachdem auf Kennedy geschossen worden war, traf Tippit auf Lee Harvey Oswald, der zu Fuß unterwegs war. Tippit sprach ihn durch das offene Seitenfenster an und stieg aus, woraufhin Oswald ihn mit vier Schüssen niederstreckte. Oswald hatte unmittelbar nach den Schüssen auf Kennedy seine Arbeitsstätte, das Texas School Book Depository, verlassen. Er war auf verschlungenen Wegen zu Fuß, mit einem Bus und einem Taxi in seine Pension zurückgelangt, wo er um kurz vor 13 Uhr eingetroffen war. Warum Tippit Oswald aufhielt, ist umstritten. Gerald Posner und Vincent Bugliosi geben an, Tippit habe damit auf die Täterbeschreibung des Kennedy-Mörders reagiert, die der Polizeifunk kurz zuvor durchgegeben hatte. Nach David E. Kaiser hatte Tippit in diesen Minuten aber keinen Funkkontakt gehabt – sonst wäre er wie alle Polizisten von Dallas zur Dealey Plaza beordert worden, dem Ort des Attentats. Widersprüchliche Zeugenaussagen darüber, in welcher Richtung Oswald vor der Begegnung lief, ließen Dale K. Myers die Hypothese aufstellen, Oswald sei in Panik geraten, als er den Polizeiwagen gesehen habe, sei umgedreht und habe eben dadurch Tippits Aufmerksamkeit auf sich gelenkt.
Noch am Abend des Attentats sprachen Robert F. Kennedy und der neue Präsident Lyndon Johnson Tippits Witwe telefonisch ihr Beileid aus. Die Notlage der Tippit-Familie bewegte auch viele Amerikaner,  weshalb ihr insgesamt 647.579 US-Dollar gespendet wurden. Eine der größten Einzelspenden waren 25.000 US-Dollar von Abraham Zapruder nach dem Verkauf seines Filmes der Ermordung Kennedys.
Die Trauerfeier für J. D. Tippit fand am 25. November in Beckley Hills Baptisten-Kirche statt, mit anschließender Beerdigung auf dem Laurel Land Memorial Park in Dallas.

## Rezeption
Im Januar 1964 wurde Tippit postum die Medal of Valor der National Police Hall of Fame verliehen und er erhielt auch die Police Medal of Honor, das Police Cross und den Citizens Traffic Commission Award of Heroism.
In Filmen wurde Tippit 1991 von Price Carson in Oliver Stones JFK und 1992 von David Duchovny in Jack Ruby dargestellt.
In verschiedenen Verschwörungstheorien, die über den Kennedy-Mord im Umlauf sind, wird bezweifelt, dass Oswald Tippits Mörder war: Die Zeit habe nicht ausgereicht, um von seiner Pension zum Tatort zu gelangen, die Kugeln würden nicht aus seinem Revolver stammen, oder es sei nicht Oswalds Revolver gewesen. Andere spekulieren, dass Tippit von den „wahren Hintermännern“ des Kennedy-Mords beauftragt worden sei, Oswald umzubringen, doch sei ihm dieser  zuvorgekommen.